# Garça (ort)
Garça är en ort i Brasilien.   Den ligger i kommunen Garça och delstaten São Paulo, i den södra delen av landet, 700 km söder om huvudstaden Brasília. Garça ligger 678 meter över havet och antalet invånare är 41 302.
Terrängen runt Garça är platt söderut, men norrut är den kuperad. Garça ligger uppe på en höjd. Garça är det största samhället i trakten.
Omgivningarna runt Garça är huvudsakligen savann. Runt Garça är det ganska tätbefolkat, med 60 invånare per kvadratkilometer.